# Tran Duc Thao
Trần Đức Thảo (Từ Sơn, 26 de septiembre de 1917 - París, 24 de abril de 1993) fue un filósofo vietnamita. Su obra, escrita principalmente en lengua francesa, fue un intento de articular la fenomenología con el marxismo. El periodo más alto de vigencia se dio en Francia entre las décadas de 1950 y 1960, y fue citado favorablemente por Jacques Derrida, Jean-François Lyotard y Louis Althusser. Junto con Jean-Paul Sartre, Maurice Merleau-Ponty y Jean-Toussaint Desanti, representa el proyecto fuerte de la filosofía francesa por unificar a Karl Marx con Edmund Husserl.

## Vida y obra

### Inicios
Trần Đức Thảo nació en Từ Sơn, Hanoi, capital de Vietnam y parte de la Indochina francesa. Era hijo de un funcionario de correos. Se educó en la Escuela secundaria francesa Albert-Sarraut (en francés: Lycée Albert Sarraut; en vietnamita: Trường Trung học Albert Sarraut), siendo un alumno destacado y ostentador del segundo premio en el concurso nacional francés de filosofía, completando su bachillerato en 1935, a los 17 años.

### Estudios en Francia y lucha política
En 1936 y gracias una beca del Gobernador General de Indochina, continuó sus estudios en Francia, convirtiéndose en alumno de Maurice Merleau-Ponty en la Escuela Normal Superior (École Normale Supérieure), donde realizó una disertación - dirigida por Jean Cavaillès - para obtener su diploma de estudios superiores (diplôme d'études superiores) sobre "El método fenomenológico en Husserl", siendo el primer vietnamita en recibir una maestría en filosofía; obra que será elogiada por Althusser y más aún por Jean-François Revel. En 1943, completó su agregación de filosofía, galardonado ex aequo junto a Jules Vuillemin en el concurso nacional.
Durante la década de 1940, trabajó en el que será su primer libro, Fenomenología y materialismo dialéctico (Phénoménologie et materialismo dialectique). El libro argumenta que los defectos de la explicación fenomenológica de la conciencia sólo pueden ser remediados por la integración de la explicación marxista del trabajo y la sociedad. En 1944, inició la escritura de una tesis doctoral sobre la fenomenología de Husserl. Para su investigación, acudió a los Archivos Husserl en Lovania, cuna del proyecto Husserliana (dirigido por Herman Van Breda), lo que le permitió familiarizarse con los - hasta ese entonces - numerosos manuscritos inéditos de Husserl.

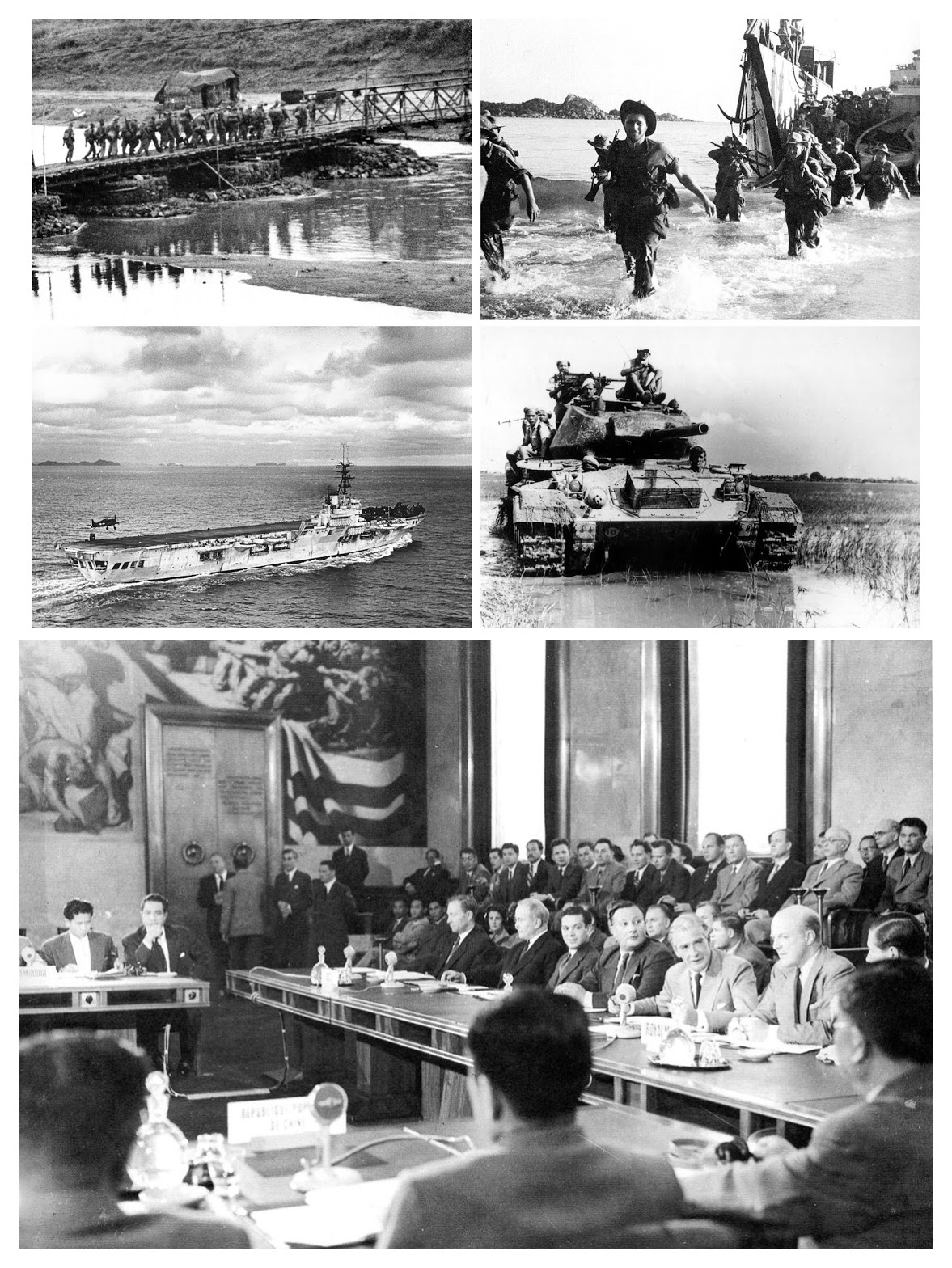
Collage de la primera guerra de Indochina. Desde arriba en el sentido de las agujas del reloj: Tras la caída de Dien Bien Phu, las tropas de apoyo laosianas retroceden a través del río Mekong hacia Laos; comandos de la marina francesa vadean la costa de Annam en julio de 1950; tanque ligero estadounidense M24 Chaffee utilizado por los franceses en Vietnam; Conferencia de Ginebra el 21 de julio de 1954; un Grumman F6F-5 Hellcat de la Escadrille 1F se prepara para aterrizar en el portaaviones francés Arromanches (R95) que opera en el golfo de Tonkín.

En las décadas de 1940 y 1950, las ideas de Trần Đức Thảo lograron cierta aceptación entre los círculos filosóficos de élite de Francia. A partir de la Liberación de París, se involucró en la Lucha de liberación nacional de Indochina (1946-54). Siendo reportero político durante el Congreso de Indochinos en Avignon en 1944, fue elegido miembro de la Delegación General de Indochinos en Francia. Luego se acercó al Partido Comunista Francés, que apoyaba las luchas anticolonialistas. Se convirtió en un anticolonialista activo, publicando artículos en la revista Les Temps Modernes de Sartre y Merleau-Ponty sobre el colonialismo en Indochina; los cuales fueron leídos por Frantz Fanon y otros anticolonialistas. En nombre de los estudiantes e intelectuales vietnamitas que estudiaban en el extranjero (concretamente en Francia), Trần Đức Thảo escribió una carta dirigida a su patria, expresando su amor por el país cuando Vietnam acababa de obtener la independencia en agosto de 1945. Esta carta fue impresa en el periódico Flag Liberation, propiedad del Partido Comunista de Indochina.
Su apoyo activo (folletos, ruedas de prensa) al Viet-Minh y al gobierno de Ho Chi Minh hizo que fuera encarcelado en la prisión de Santé de octubre a diciembre de 1945, por realizar un "ataque a la seguridad del Estado francés donde ejerce su autoridad". Una vasta campaña, dirigida en particular por L'Humanité y Les Temps Modernes, exigió su liberación. Una vez recuperada su libertad, publicó una serie de artículos en Les Temps Modernes sobre la situación en Indochina: «Sur d'Indochine» (février 1946), «Les relations franco-vietnamiennes» (1947) y «Sur l'interprétation trotskyste des événements d'Indochine» (1947). En mayo y junio de 1946, se reunió muchas veces con el presidente Ho Chi Minh en Francia, expresando su ferviente deseo de regresar a Vietnam, pero este le aconsejó que se quedara en el país para continuar con su investigación científica y participar en el desarrollo de actividades en el movimiento patriótico vietnamita de ultramar. En consonancia con aquello, siguió participando activamente en el movimiento antiimperialista de apoyo al Viet Minh, llegando a ser presidente de la Asociación Patriótica Vietnamita de Ultramar en Francia. El 4 de enero de 1949, Trần Đức Thảo fue designado por Ho Chi Minh como miembro del Consejo Nacional de Educación.

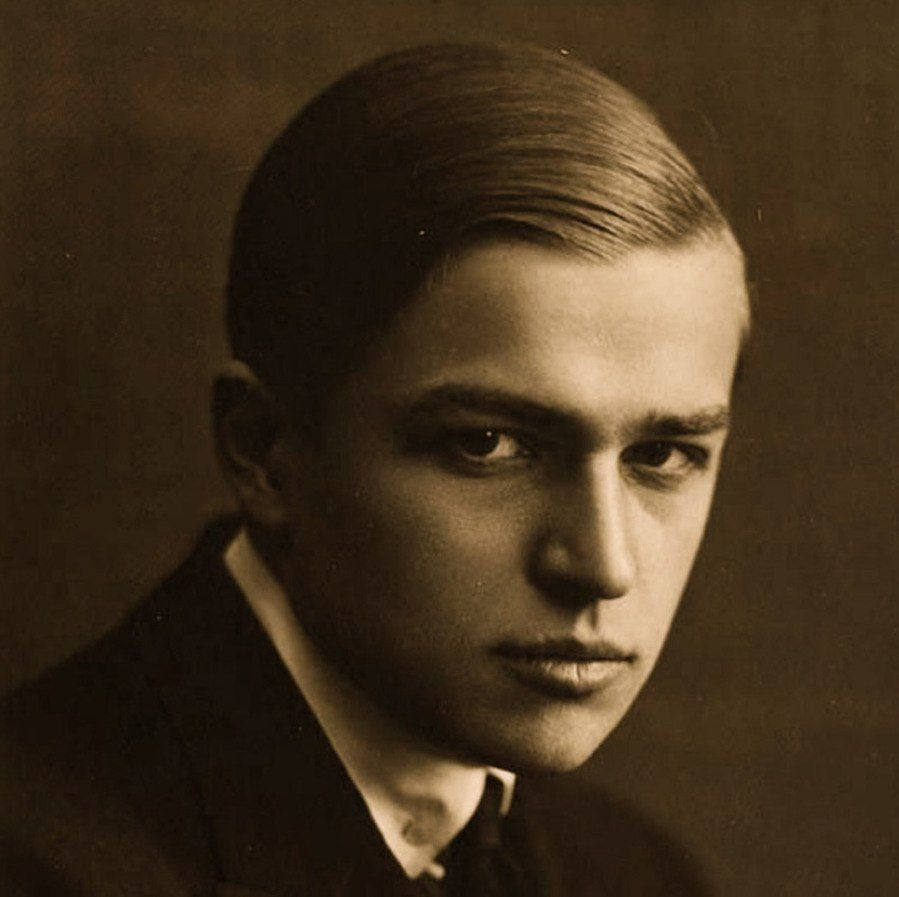
La interpretación de Hegel realizada por Kojève llegaría a ser muy influyente entre los intelectuales franceses, de modo que Trần Đức Thảo contravino lo que, para algunos, era el "lugar común" con respecto a la filosofía hegeliana. No estaría sólo en estas críticas, pues filósofos como Derrida también arremetieron contra dicha interpretación.

Próximo al existencialismo de la época, intenta entonces, entre 1945 y 1950, conciliar su formación filosófica fenomenológica y el pensamiento marxista (y hegeliano), al que se acerca a medida que avanzan sus compromisos políticos. En el proceso, tampoco desconoció aportes venidos de otros pensadores al margen de Marx y Husserl, hecho que queda patente, por ejemplo, en la integración dentro sus trabajos de la noción de reducción, investigada por Eugen Fink. De ahí que haya quienes hablarían de un Trần Đức Thảo "hegelianizado o finkinizado". Este intento de síntesis se encuentra presente en sus cursos de la École Normale Supérieure (donde un joven Althusser tomaría contacto con esta visión de la dialéctica fenomenológica), así como en cierto número de artículos que publicó: «Marxisme et phénoménologie» (1946), «Existentialisme et marxisme» (1949), y «Les origines de la réduction phénoménologique chez Husserl» (1950).
En 1950, comenzó a distanciarse claramente de la fenomenología. Esta evolución se debe, por un lado, a una relectura de Hegel, que le llevó a oponerse a la interpretación "existencialista" propuesta por Alexandre Kojève (estas críticas se encuentran en particular en su artículo en Les Temps Modernes "Sur la Phénoménologie de l'Esprit et son contenu réel" (septiembre de 1948), así como en el intercambio de cartas que siguió con el propio Kojève); y por el otro, su distanciamiento se produjo al calor del fracaso de una serie de cinco entrevistas que había realizado con Jean-Paul Sartre sobre el marxismo y el existencialismo. Mientras Sartre enfatizó la necesidad de basar el marxismo en su propia filosofía, Trần Đức Thảo defendió la filosofía marxista. Para él, es la fenomenología la que encontraría su verdadero fundamento en el materialismo dialéctico.

### Regreso a Vietnam y publicación dePhénoménologie et matérialisme dialectique
La evolución de su pensamiento se vería reflejada en su obra Fenomenología y materialismo dialéctico, publicada en 1951. La primera parte de la obra constituye una brillante presentación de la fenomenología husserliana, notablemente iluminada para la época por las obras inéditas que había podido consultar en Lovaina. Esta parte termina destacando una contradicción en el enfoque husserliano, entre los conceptos fenomenológicos y los resultados concretos a los que conducen los análisis fenomenológicos. La segunda parte pretende resolver esta contradicción abandonando el marco teórico husserliano y reinterpretando los resultados concretos del materialismo dialéctico. Trần Đức Thảo propone entonces una génesis materialista de la conciencia humana a partir de la materia (pasando por las diversas etapas intermedias de la evolución), antes de presentar el funcionamiento de la dialéctica materialista en el marco de las sociedades humanas. Aunque esta obra fue redactada muy rápidamente, para poder regresar a Vietnam lo antes posible, expreso un ideario capaz de fascinar a toda una generación intelectual, entre los que podemos encontrar a Louis Althusser, Jacques Derrida, Pierre Bourdieu y Paul Ricoeur.

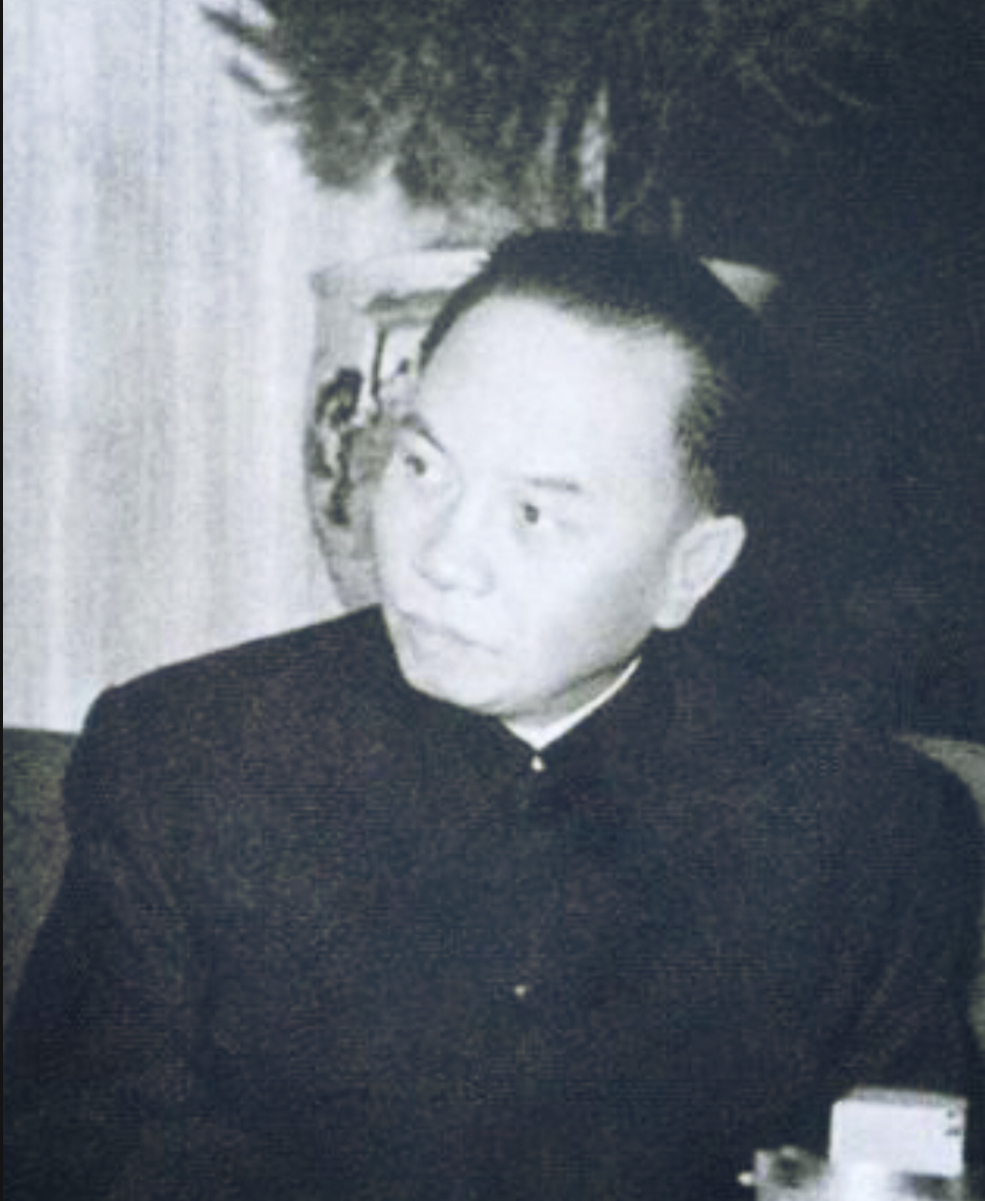
Trường Chinh.

Como ya se adelantó, paralelamente, 1951 sería el año en el que regresaría a Vietnam, trabajando en apoyo del Partido Comunista durante la Guerra de Indochina. Entre 1952 y principios de 1953 fue secretario en la oficina del Secretario General Trường Chinh, y entre 1953 y 1954, se fue a hacer investigación práctica en el ejército, en universidades y escuelas secundarias profesionales de Viet Bac, participando en la reforma agraria en Phú Thọ. En 1954, se casó con la Dra. Nguyen Thi Nhut (no obstante, el 5 de enero de 1967, a pedido de la propia Nguyen Thi Nhut, acordaron divorciarse). 
Continuando en 1954, se incorporó al Comité de Investigación de Literatura-Historia-Geografía, antecesor del Comité de Ciencias Sociales y, más tarde, del Departamento Central de Propaganda. Durante este tiempo, Trần Đức Thảo publicó muchos trabajos en la Revista Van-History-Dia, más concretamente, 9 artículos sobre la historia y la literatura de Vietnam. Comenzó una carrera académica en la Universidad de Hanoi, ocupando sucesivamente una cátedra de historia antigua (1954-55) y una cátedra de historia de la filosofía (1955-58). De 1956 a 1958 fue decano de la Facultad de Historia. No obstante, al poco tiempo se volvió crítico con el Partido por las reformas agrarias que habían provocado muchas muertes en 1956, viéndose envuelto en el asunto Nhan Van-Giai Pham, en el que los intelectuales disidentes de finales de la década de 1950 fueron criticados y/o castigados públicamente. Aunque Trần Đức Thảo nunca fue encarcelado, perdió el favor del partido gobernante, publicando dos autocríticas en el periódico Nhân Dân y dejando su posición de autoridad en 1958. Ninguno de sus trabajos se publicó en su país de origen desde 1965 hasta 1987.

### Etapa final de su vida y publicación deRecherches sur l'origine du langage et de la conscience

El marxismo-leninismo fue el nombre formal de la ideología estatal oficial adoptada por la Unión Soviética (URSS), sus estados satélites en el bloque del Este y varios países socialistas científicos autodeclarados en el Movimiento de Países No Alineados y el Tercer Mundo durante la Guerra Fría así como la Internacional Comunista después de la bolchevización.

Luego la crítica efectuada al Partido Comunista, en 1958 comenzó una "poderosa autocrítica" que lo llevaría a un largo exilio interno. Contratado por la Editorial Su That (Editorial Verdad), participó en la traducción al vietnamita de los clásicos de la filosofía occidental y, en particular, de los textos de Marx y Engels (1961-73). El estudio de los textos clásicos del marxismo-leninismo lo lleva luego a precisar el significado de la dialéctica marxista, en particular como contrafigura de la dialéctica hegeliana. Esta investigación encontró su culminación en sus artículos sobre "Le Noyau rationnel de la dialectique hégélienne" (publicado en vietnamita en 1956, luego en francés en La Pensée, 1965) y sobre "La dialectique logique dans la genèse du Capital" (en La Pensée, 1984).
Durante los siguientes treinta años su perfil fue más bien bajo, con constante vigilancia policial y torturado con el ostracismo. Como relata Françoise Corrèze (amiga íntima de Trần Đức Thảo), la comunicación debía ser escrita si se quería tener algo de privacidad, pues la habitación estaba acondicionada con micrófonos para grabar todo. Además de trabajar en las provincias rurales traduciendo filosofía al vietnamita, dedicó buena parte de su tiempo a la preparación de su libro Investigaciones sobre el origen del lenguaje y la conciencia (Recherches sur l'origine du langage et de la conscience). Este texto, publicado en Francia en 1973, combinó explicaciones biológicas y cognitivas materialistas de la subjetividad y la conciencia con la explicación marxista que había elaborado anteriormente. Continuó su investigación sobre la génesis de la conciencia, integrando en particular la cuestión del lenguaje. Esporádicamente, se le permitió enviar sus artículos a revistas francesas. Publicó así una serie de artículos en La Pensée entre 1966 y 1970. En 1975, La Nouvelle Critique publicó su artículo «De la phénoménologie à la dialectique matérialiste de la conscience». En 1981 profundizó su investigación con un artículo en La Pensée «Le mouvement de l'indication comme constitution de la certitude sensible».

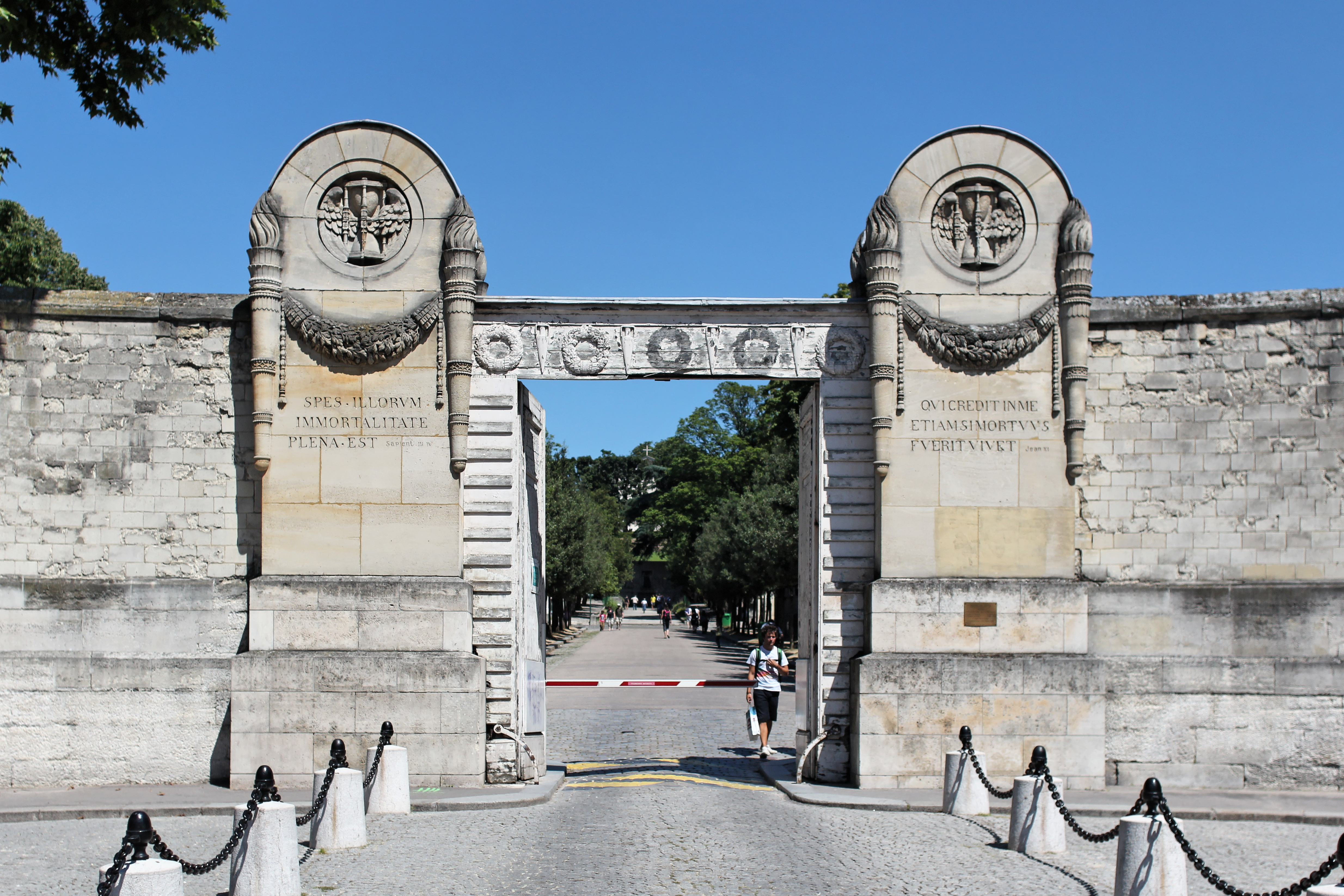
Los restos de Trần Đức Thảo descansan en el Cementerio del Père Lachaise.

Ante el clima político liberalizado a finales de la década de 1980, el Partido Comunista le permitió en 1985 viajar a la República Democrática Alemana para recibir tratamiento médico y trabajar con la Academia de Ciencias de la RDA, pasando luego a trabajar con la Academia de Ciencias de la URSS. Finalmente, en 1991, viajó a Francia para recibir nuevamente tratamiento médico, combinado con "investigación científica" bajo el encargo de la Secretaría del Comité Central del Partido Comunista de Vietnam. Supuestamente, su envío a las tierras galas tenía como fin último el buscar desintoxicar a los intelectuales vietnamitas de ultramar de la mala influencia ejercida por los medios de comunicación occidentales. Aquí se reencontró con muchos de sus viejos colegas filosóficos, malviviendo en un apartamento de la embajada vietnamita. Se disponía a publicar una tercera obra, pero murió en París en 1993 y fue incinerado en el cementerio del Père Lachaise. Según Jean-François Revel, Trần Đức Thảo habría abdicado del marxismo al final de su vida, rastreando los errores de Marx hasta Hegel, cuya dialéctica de la lógica habría sido objeto de cuestionamiento.

## Honores
- En 2000, el gobierno vietnamita le otorgó póstumamente el segundo Premio Ho Chi Minh en ciencias sociales por su trabajo Recherches sur l'origine du langage et de la conscience, de 1973.[19]
- En 2020, se le dio su nombre a la carretera en el dormitorio de la Universidad de la Cultura (la sección desde Do Xuan Hop hasta el final, longitud 356 m) en la ciudad de Thu Duc, Ho Chi Minh, como una muestra de reconocimiento a los aportes de la intelectualidad en la construcción y desarrollo del país y la sociedad.[20]

## Legado
A pesar de ser él mismo un importante traductor de obras de la filosofía occidental a su idioma, su labor filosófica fue eminentemente creativa y crítica, escapando al mero recepcionismo intelectual. De ahí que figuras tales como Tran Van Giau destacaran que, frente a otros intelectuales vietnamitas avocados a la erudición y la doxografía, Trần Đức Thảo fuera al único que propiamente le pertenecía el calificativo de filósofo. En esta misma línea, fue una prueba viviente de la posibilidad que tiene una mente brillante y capaz, al margen de origen periférico en el escenario mundial, de influir en las ideas de su época y de codearse en el plano discursivo y argumentativo con las más importantes figuras intelectuales de su generación.

## Selección de obras
- Thảo, Trần Đức (1949). «Existentialisme et matérialisme dialectique». Revue de Métaphysique et de Morale 58, n.o 2-3: pp. 317-329.
- Thảo, Trần Đức (1951). Phénoménologie et matérialisme dialectique. Paris: Minh-Tân.
- Thảo, Trần Đức (1973). Recherches sur l'origine du langage et de la conscience. Paris: Éditions Sociales.

## Literatura secundaria

### Libros
- Jocelyn Benoist et Michel Espagne (dir.), L'itinéraire de Tran Duc Thao. Phénoménologie et transferts culturels, Armand Colin, 2013 (Contributions de Hoai Huango Aubert-Nguyen, Jean-François Courtine, Jocelyn Benoist, Michel Espagne, Alexandre Feron, Daniel Giovannangeli, Daniel Hémery, Jérôme Melançon, Raoul Moati, Philippe Papin, Perrine Simon-Nahum, Trinh Van Thao, Masoud Pouramadali Tochahi). Contient en deuxième partie Phénoménologie et matérialisme dialectique.
- Alexandre Feron, Le Moment marxiste de la phénoménologie française: Sartre, Merleau-Ponty, Trần Đức Thảo, Springer, 2021.

### Artículos
- D'Alonzo, Jacopo. "L’origine du langage chez Tran-Duc-Thao. Perspectives historiques et enjeux théoriques", dans Valentina Bisconti, Rossana De Angelis & Anamaria Curea "Héritages, réceptions, écoles en sciences du langage. Avant et après Saussure", p. 265-272. Paris: Presses de la Sorbonne Nouvelle 2019.
- D'Alonzo, Jacopo. "Prefazione del curatore", dans Trần Đức Thảo, "La dialettica materialista della coscienza", Jacopo D’Alonzo (éd.), p. 5-24. Roma: Castelvecchi Editore 2019.
- D'Alonzo, Jacopo. "Langage intérieur et origine de la conscience: le cas de Trần Đức Thảo". Histoire Epistémologie Langage 41.1:159-177. Paris: SHESL 2019. https://doi.org/10.1051/hel/2019008
- D'Alonzo, Jacopo. "Tran-Duc-Thao and the Language of the Real Life". Language Sciences 70:45-57 [Special Issue: Karl Marx and the Language Sciences: critical encounters ed. by Peter E Jones]. Amsterdam: Elsevier 2018.
- D'Alonzo, Jacopo. "Tran-Duc-Thao: Consciousness & Language. Report of the Centenary Conference". Acta Structuralica - International Journal for Structuralist Research 3:31-50. 2018.
- D'Alonzo, Jacopo. "Semiologia dialettica di Tran-Duc-Thao: Alcune considerazioni su Saussure, fenomenologia e strutturalismo". Acta Structuralica - International Journal for Structuralist Research 2:1.53-86. 2017.
- D'Alonzo, Jacopo. "L’origine del linguaggio e della coscienza. Storia di un libro mai pubblicato: dal carteggio inedito tra Ferruccio Rossi-Landi e Tran-Duc-Thao." Acta Structuralica - International Journal for Structuralist Research 2:1.87-152. 2017.
- D'Alonzo, Jacopo. "Trần Đức Thảo: A Marxist Theory on Origins of Human Language". Theoria et Historia Scientiarum 13 The origins and development of language: a historical perspective, pp. 103-120. Nicolaus Copernicus University Press. 2016.
- Feron, Alexandre. « Qui est Trần Đức Thảo? Vie et œuvre d'un philosophe vietnamien », article sur Contretemps-web.
- Spire, Arnaud. « Tran Duc Thao, un marxiste dérangeant », article de L'Humanité du 26 avril 1993.
- Vu Van Minh, « L'indigène monstrueux », article sur le site du PIR.